# Abbaye de Schlierbach
L'abbaye de Schlierbach est une abbaye cistercienne à Schlierbach, dans le Land de Haute-Autriche, dans le diocèse de Linz.

## Histoire
Au Xe siècle, Zwentibold fait bâtir un château-fort là où se trouvera l'abbaye. En 1352, Eberhard V von Walsee l'acquiert et fonde trois ans plus tard un couvent cistercien appelé « Frauensaal » ou « Mariensaal ». Il croît grâce à des achats et à des dons. Eberhard lui laisse le château de Steyrstein (qui sera en 1500 l'abbaye de Frauenstein (de)) et le château d'Altpernstein (de). Durant deux cents ans, les dix-huit abbesses ne font aucune rénovation ou nouvelle construction.
Lors de la Réforme protestante, près de 90 % de la population se convertit. De 1609 à 1620, Schlierbach est administré par l'abbaye de Kremsmünster (de). Au moment de la Contre-Réforme, l'empereur Ferdinand II de Habsbourg fait installer des moines de Rein. L'abbé Mattias Gülger fait du prieur Wolfgang Sommer le premier nouvel abbé de Schlierbach. La reconstruction est compliquée par des révoltes paysannes.
Entre-temps, le château est devenu très délabré. Nivard Geyregger, abbé de 1660 à 1679, commande une reconstruction dans le style baroque. Benedikt Rieger, abbé de 1679 à 1695, fait bâtir la nouvelle église abbatiale par les architectes Pietro Francesco Carlone (de) et son fils Carlo Antonio.
Sous Christian Stadler, abbé de 1715 à 1740, la reprise économique continue. On établit un moulin, une scierie et une boulangerie. L'abbaye comprend une trentaine de moines. Néanmoins le Joséphisme et les guerres napoléoniennes sont des temps difficiles. Par ailleurs, la métairie brûle en 1825. La disparition de la seigneurie rend nécessaire une réorientation économique complète. Pendant quinze ans, il n'y a aucun abbé. La situation s'améliore à la fin du XIXe siècle.

## Activités
Alois Wiesinger (de) devient le 14e abbé de Schlierbach en 1914 et le sera jusqu'à sa mort en 1955. L'atelier de métallurgie, la menuiserie et les cultures maraîchères sont rénovés. Il rétablit la fromagerie qui donnera une importante réputation à l'abbaye. On fonde un lycée agricole puis un gymnasium en 1925. Après sa fermeture en 1938, le gymnasium rouvre en 1946. En 1977, il devient mixte.
L'abbaye se développe aussi en devenant un lieu culturel. Depuis 1884, il accueille une collection de vitraux demandés à des artistes comme Margret Bilger, Josef Mikl (de), Hans Plank (de), Rudolf Szyszkowitz (de), Georg Meistermann, Adi Holzer... En 1985, Manfred Mathis (de) rénove l'orgue baroque de 1770.